# Т-43 (малий танк)
Т-43  - радянський дослідний малий колісно-гусеничний плавучий танк.
За радянською класифікацією належав до основних розвідувальних танків. Не слід плутати малий танк Т-43 із середнім танком Т-43, створеним з урахуванням танка Т-34, в 1942—1943 роках.

## Історія створення
Т-43 розроблявся в 1933-1935 роках паралельно на двох заводах: Дослідного машинобудування імені Кірова (Т-43-1) та тресту спеціального машинобудування № 37 (Т-43-2).
Після всебічних і тривалих випробувань малих танків Т-43 стало зрозуміло, що ці машини годяться прийняття на озброєння РСЧА. Тому наприкінці 1935 року роботи з малих танків Т-43 було вирішено припинити, проте досвід, отриманий конструкторським бюро (КБ) заводу № 37 при проєктуванні Т-43, був використаний при створенні досконалішого плавучого танка Т-40 став вершиною розвитку машин подібного класу у Радянському Союзі, після нього на озброєння РСЧА чи Радянської армії такі танки вже не приймалися, а незабаром після закінчення Великої Вітчизняної війни сенс у розробці та виробництві танків малого типу зник.